# 巴爾的摩主教座堂
圣母主教座堂（Cathedral of Mary Our Queen）是天主教巴尔的摩總教區的主教座堂，位于美国马里兰州巴尔的摩北查尔斯街5200号。该堂建于1954-1959年，规模宏大，可容1900人，排名美国第三大主教座堂。

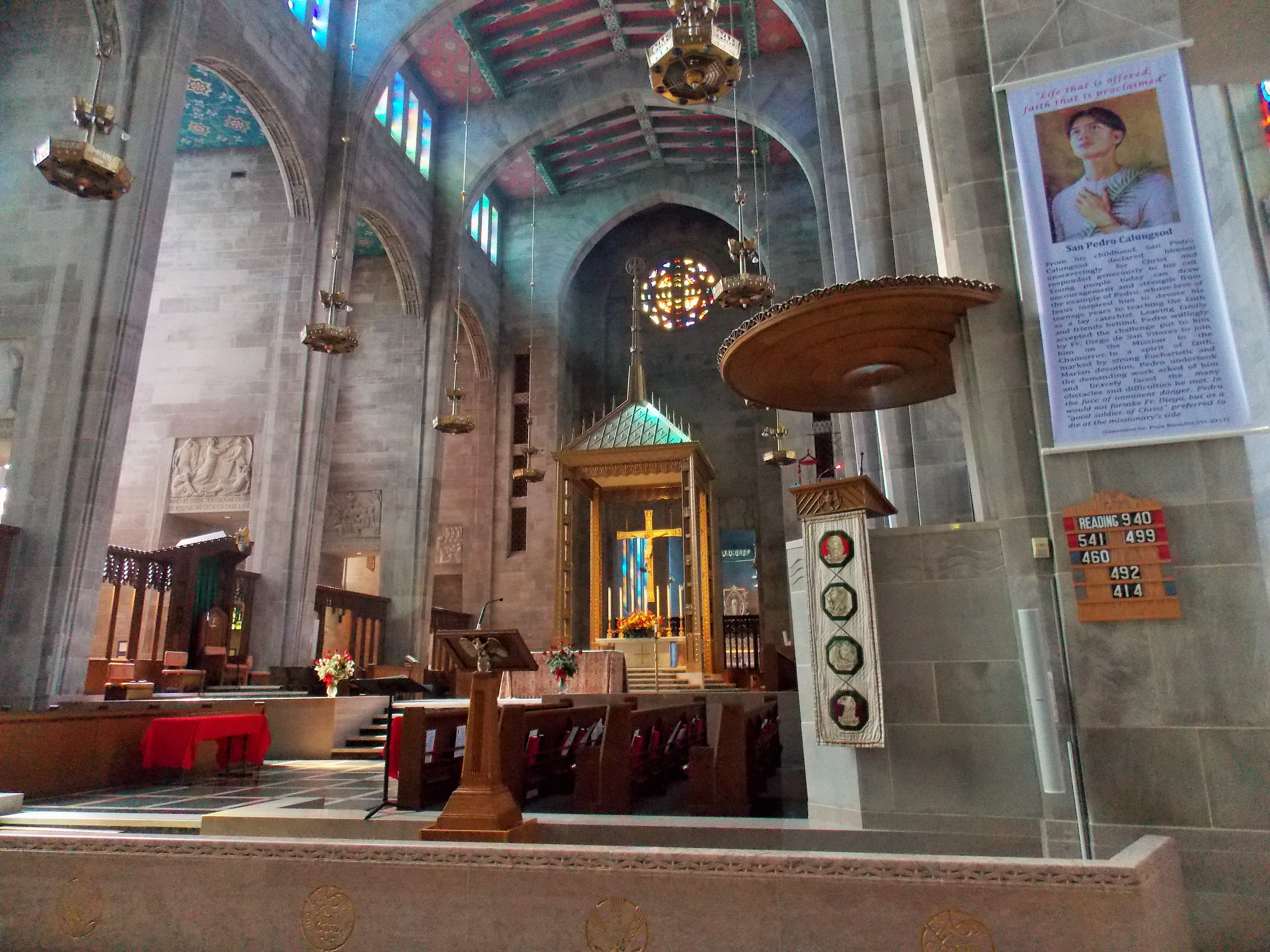

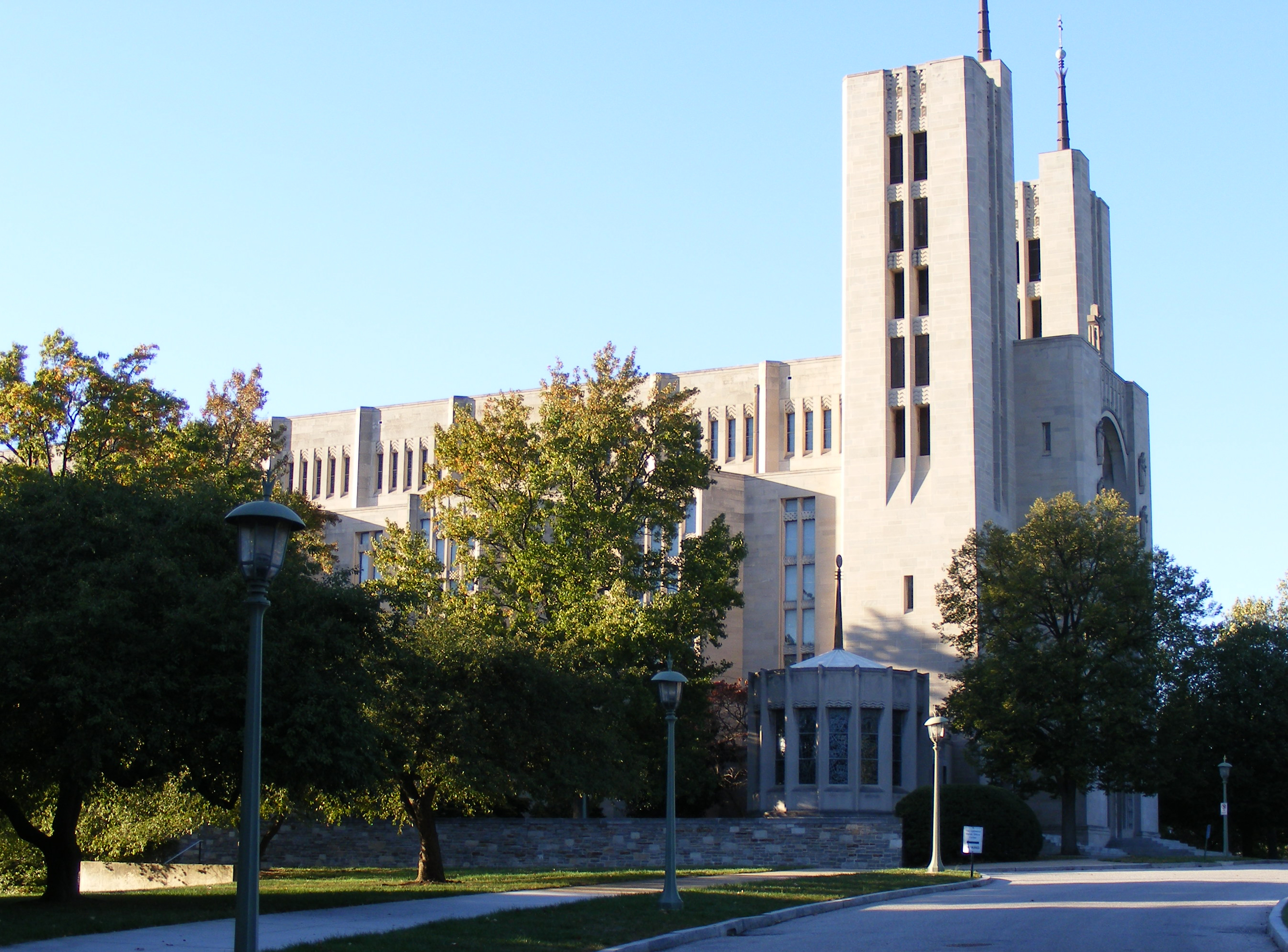

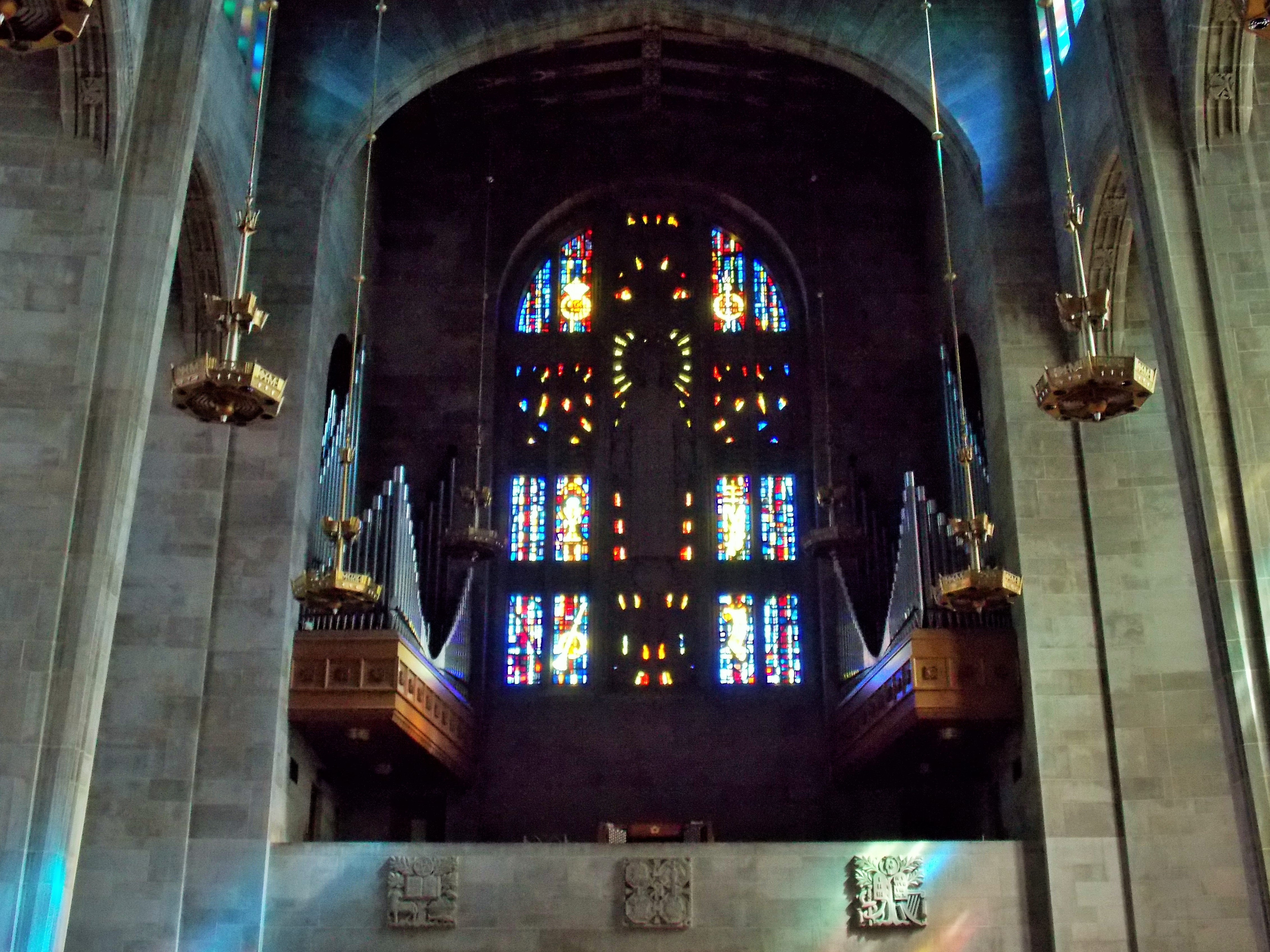